# Tom Cavanagh
Tom Cavanagh, właśc. Thomas Patrick Cavanagh (ur. 26 października 1963 w Ottawie) – kanadyjsko-amerykański aktor telewizyjny, filmowy i teatralny, występował jako Ed Stevens w serialu NBC Nie ma sprawy (2000–2004), wystąpił także w serialach: Powrót do Providence, Hoży doktorzy i Flash w roli Harrisona Wellsa.

## Życiorys
Urodził się w Ottawie w Ontario w rodzinie rzymskokatolickiej pochodzenia irlandzkiego. Miał czworo rodzeństwa. Większość swojego dzieciństwa spędził w Winneba w Ghanie, gdzie jego rodzice edukowali kadrę nauczycieli.
Przed rozpoczęciem szkoły średniej rodzice Toma wrócili do Lennoxville. Uczęszczał do Séminaire de Sherbrooke Karola Boromeusza, gdzie uczył się w języku francuskim i grał w koszykówkę w drużynie „Baronów”. Naukę kontynuował w Champlain College Lennoxville przy Cégep. Studiował na Queen’s University, gdzie zainteresował się teatrem i muzyką, grał w hokeja na lodzie i koszykówkę. W 1987 ukończył studia na wydziale języka angielskiego, biologii i edukacji.
W 1989 grał na Broadway w przedstawieniu Shenandoah, a potem wystąpił w takich produkcjach jak Grease w roli Danny’ego Zuko, Chór (A Chorus Line) Marvina Hamlischa, Kabaret (Cabaret), Wspomnienia z Brighton Beach (Brighton Beach Memoirs) Neila Simona, Urinetown i Some Americans Abroad w Second Stage Theatre w Nowym Jorku.
Po raz pierwszy trafił na ekran jako sekretarz Elli Wingwright w dramacie sensacyjnym fantasy Świetlisty tunel (White Light, 1991) zu boku Martina Kove, Bruce’a Boi i Raoula Trujillo. Pojawił się też w serialu Jake and the Kid (1996) wg powieści W. O. Mitchella.
Sławę przyniosła mu rola w serialu Nie ma sprawy, gdzie gra sympatycznego Eda Stevensa, prawnika ze Stuckeyville, który ma kancelarię w samym środku kręgielni. Za tę rolę dostał nominację do Złotego Globu.
W styczniu 2009 roku wystąpił w nowym serialu Trust Me, ewmitowanym co tydzień w telewizji TNT. W Polsce można zobaczyć ten serial poprzez opcję VOD w telewizji N.

## Życie prywatne
31 lipca 2004 ożenił się z Maureen Grise. Mieszkają w Los Angeles.

## Filmografia

### Filmy fabularne
- 1989: Who Shot Patakango? jako policjant
- 1991: Świetlisty tunel jako Sekretarz Elli
- 1993: Other Women’s Children jako Marco
- 1993: Sherlock Holmes Returns jako Początkujący gliniarz
- 1995: Złe zamiary jako Ron
- 1995: Kochany Potwór jako Simon
- 1995: Okup za nowożeńców jako Andy Neiman
- 1996: Maska Śmierci jako Joey
- 1996: Wizerunek mordercy jako Tim Jonas
- 1996: Psy gończe II jako Levesh
- 1996: Ogień nocy jako Bowlan
- 1997: Miesiąc miodowy jako Jamie
- 1997: Światła Północy (TV) jako Frank
- 1998: 900 Lives of Jackie Frye jako Jackie Frye
- 1999: Więcej niż randka jako Harry
- 1999: Dzwonki nadziei jako Patrick Birmingham
- 2002: Pif-Paf! Jesteś trup! jako Val Duncan
- 2004: Gwiazdkowa zguba jako Nick Snowden
- 2004: Burzliwa noc jako Simpson
- 2005: Cyfrowy flirt jako Mal Downey
- 2006: Dwa tygodnie jako Barry Bergman
- 2006: Gray Matters jako Sam Baldwin
- 2006: Jak ugryźć robala jako Tata
- 2006: My Ex Life jako Nick
- 2007: Cake Eaters jako Lloyd
- 2007: Śniadanie ze Scotem jako Eric McNally
- 2007: Śmiertelna kuracja jako George Grieves
- 2010: Miś Yogi jako strażnik John Smith

### Seriale TV
- 1993: Beyond Reality
- 1994: Street Legal jako dr Peter Shenfield
- 1995: Madison jako Jezus
- 1995: Sokole Oko jako kapral Charles Sykes
- 1995, 1999: Po tamtej stronie (The Outer Limits) jako Carl Toman/Vance Ridout
- 1996: Jake and the Kid
- 1997: Gliniarz z dżungli jako Bill Collins
- 1998: Viper jako Charles Bennett
- 1998: Wydział do spraw specjalnych jako Spencer Taggart
- 1998: Eyes of a Cowboy jako Samotny Cooper
- 1999: Mentors jako Lewis Carroll
- 1999–2000: Powrót do Providence (Providence) jako Doug Boyce
- 1999–2000: Redakcja sportowa (Sports Night) jako Howard
- 2000–2004: Nie ma sprawy (Ed) jako Edward 'Ed' Jeremy Stevens
- 2002–2009: Hoży doktorzy (Scrubs) jako Dan Dorian
- 2004: Jack & Bobby jako Jimmy McCallister
- 2006: Love Monkey jako Tom Farrell
- 2008: The Capture of the Green River Killer jako Dave Reichert
- 2008–2009: Eli Stone jako pan Stone
- 2009: Zaufaj mi (Trust Me) jako Conner
- 2011–2012: Bananowy doktor jako Jack O’Malley
- 2013: Zaprzysiężeni jako Mickey
- 2013: Goldbergowie jako Charles Kremp
- 2013: Klinika dla pluszaków jak Wielki Jack (głos)
- 2014: Nierandkowalni jako Frank
- 2014: The Following jako Kingston Tanner
- 2014-: The Flash jako Harrison Wells / Eobard Thawne
- 2015: Robot Chicken jako Eobard Thawne (głos)
- 2015: Van Helsing jako Micah
- 2017–2019: Supergirl jako Harrison Wells / Eobard Thawne
- 2017–2018: Arrow jako Harrison Wells / Eobard Thawne
- 2018-2020: DC’s Legends of Tomorrow jako Harrison Wells / Eobard Thawne